# مراقبم باش
مراقبم باش (انگلیسی: Protège-moi) تک‌آهنگی از گروه آلترناتیو راک پلاسیبو است که در تاریخ ۸ آوریل ۲۰۰۴ میلادی و تنها در کشور فرانسه منتشر شد. این ترانه جزئی از آلبوم برترین آهنگ‌های آنها به نام «بار دیگر با احساسات: تک‌آهنگ‌ها ۲۰۰۴-۱۹۹۶» بود.
این ترانه، نسخهٔ فرانسوی‌زبان ترانهٔ «مرا از آنچه می‌خواهم حفظ کن» است که در آلبوم چهارم آنها «همبستری با ارواح» ارائه شده بود. بخش هم‌خوانی این ترانه همچنان به زبان انگلیسی است و بخش‌های فرانسوی آن توسط ویرژینی دپانت به زبان فرانسوی ترجمه شده‌است.
موزیک ویدئوی این ترانه که توسط گاسپار نوئه کارگردانی شده‌بود، هرگز به‌طور رسمی منتشر نشد، چرا که حاوی برهنگی آشکار، تماس آلت‌های جنسی بازیگران (سکس بدون دخول)، قضیب‌لیسی و فرج‌لیسی بود. این موزیک ویدئو بعدها در دی‌وی‌دی «دلبران هرگز نمی‌میرند (زنده در پاریس ۲۰۰۳)» منتشر شد.

## فهرست ترانه‌ها
1. «مراقبم باش» – ۳:۱۴
2. «این تصویر» – ۳:۳۶